# Praia de Taquaras
Praia de Taquaras em Balneário Camboriú.
A Praia de Taquaras é uma praia localizada no município de Balneário Camboriú, no estado brasileiro de Santa Catarina.
Possui 1.1 km de extensão, com areia grossa e águas tranquilas, porém profundas, sendo um ótimo local para a pesca de arremesso, fato que leva a mesma a possuir um pequeno núcleo urbanizado com colônia de pescadores. 
Localiza-se a 8 km ao sul do centro. No canto sul da praia está localizado o Canto do Santinho, que é uma pequena faixa de areia que pode ser acessada por meio de trilhas. O local tem uma piscina natural cercado pela natureza.